# 農城駅
農城駅（ノンソンえき）は、大韓民国光州広域市西区にある光州都市鉄道1号線の駅である。駅番号は109。

## 駅構造

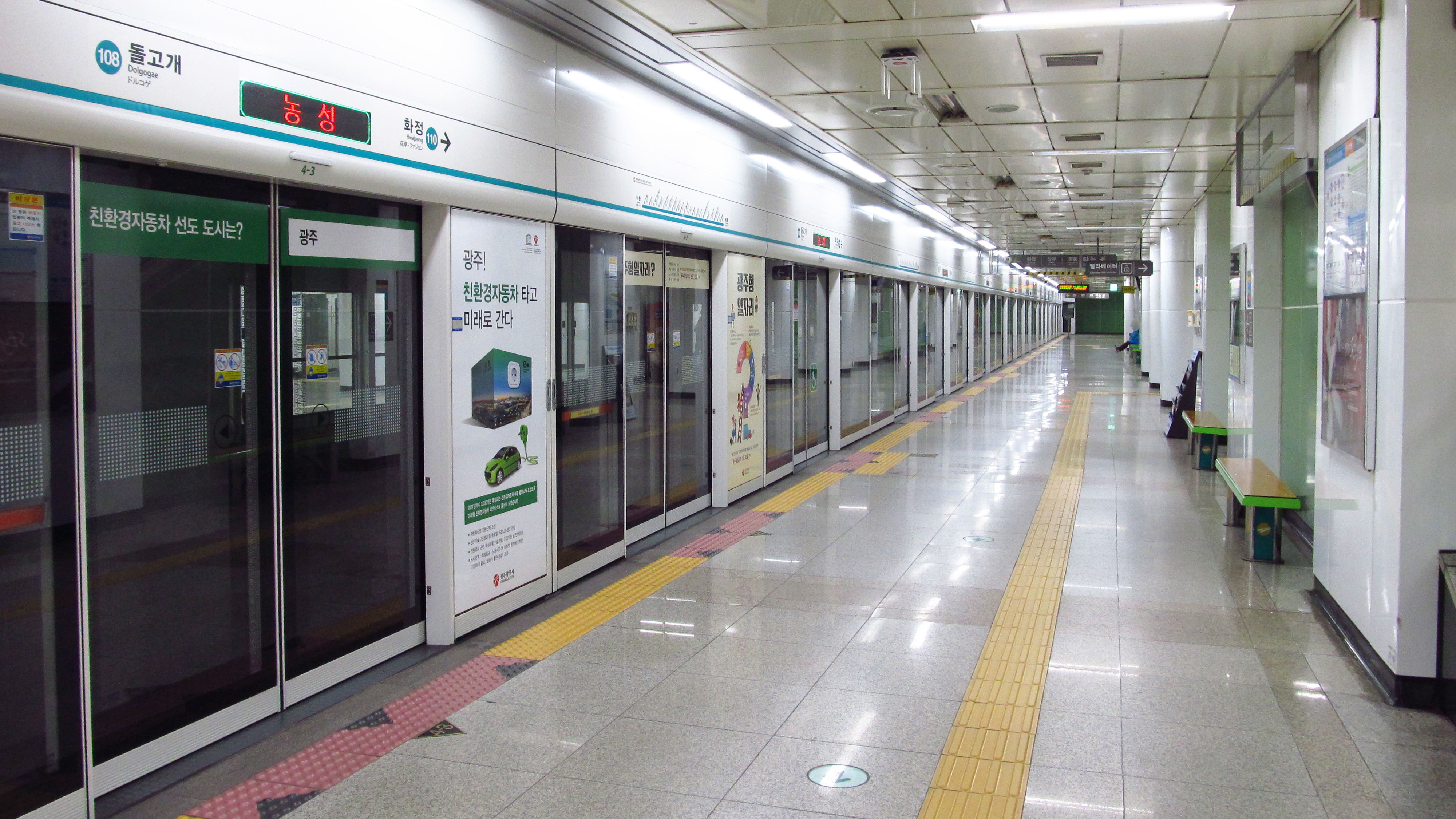
ホーム

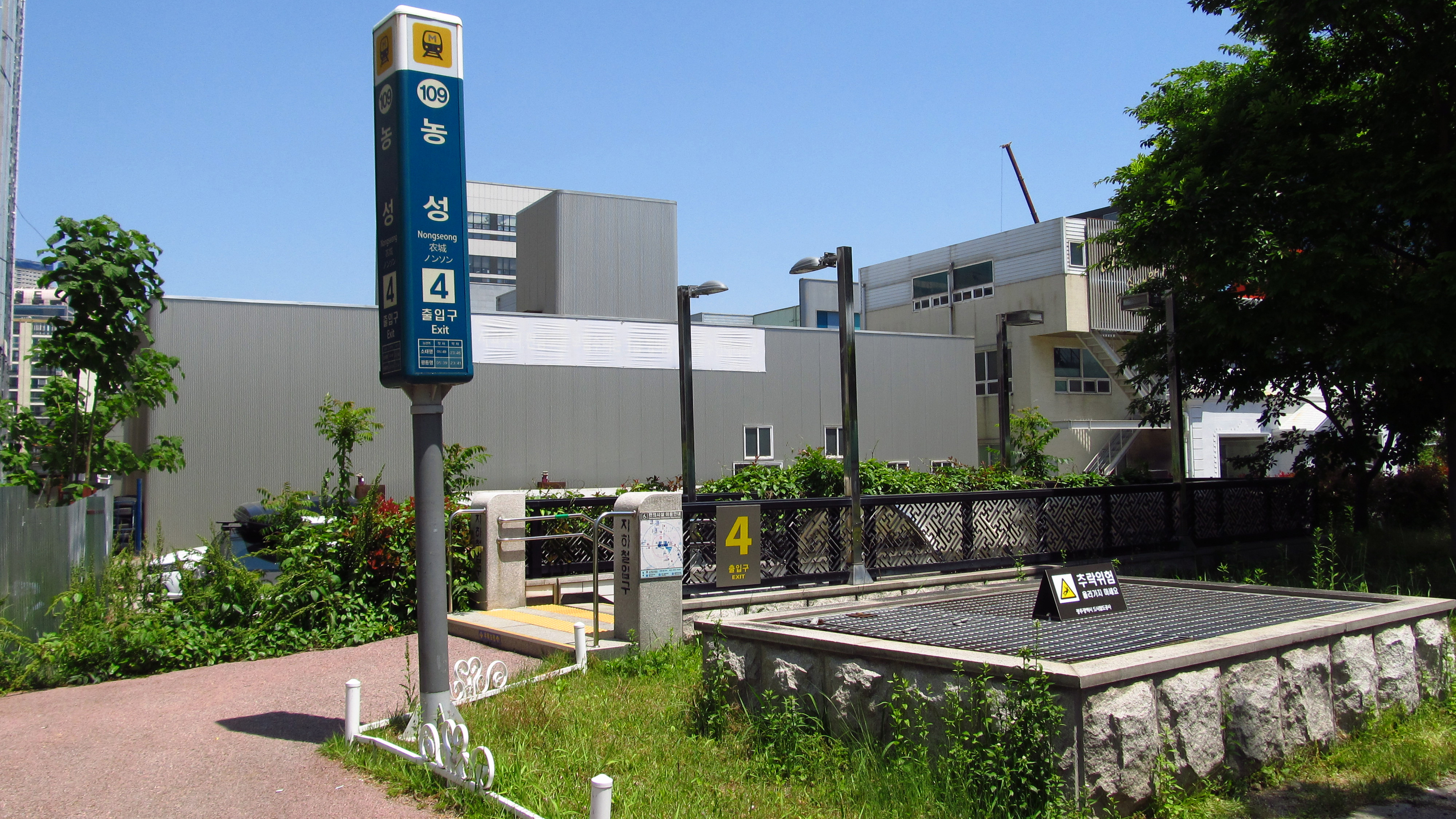
4番 出入口

- 相対式ホーム2面2線の地下駅。

## 歴史
- 2004年4月28日 - 開業。

## 隣の駅
光州交通公社
1号線
トルゴゲ駅 (108) ‐  農城駅 (109) ‐ 花亭駅 (110)